# The KMPlayer
The KMPlayer este un media player pentru Microsoft Windows care poate reda un număr mare de formate media cum ar fi: VCD, DVD, AVI, MKV, Ogg, OGM, 3GP, MPEG-1/2/4, WMV, RealMedia, FLV, QuickTime și altele. Acceptă o gamă largă de subtitrări și oferă posibilitatea de a realiza captură audio, captură video și captură de ecran.